# Uniwersyteckie Centrum Kliniczne Warszawskiego Uniwersytetu Medycznego
Uniwersyteckie Centrum Kliniczne Warszawskiego Uniwersytetu Medycznego, Uniwersyteckie Centrum Kliniczne WUM, UCK WUM – podmiot leczniczy utworzony 1 stycznia 2019 roku poprzez połączenie następujących podmiotów, których organem założycielskim jest Warszawski Uniwersytet Medyczny:
1. Samodzielnego Publicznego Centralnego Szpitala Klinicznego w Warszawie,
2. Samodzielnego Publicznego Dziecięcego Szpitala Klinicznego im. Józefa Polikarpa Brudzińskiego w Warszawie,
3. Szpitala Klinicznego Dzieciątka Jezus.

## Podstawa prawna
Uniwersyteckie Centrum Kliniczne Warszawskiego Uniwersytetu Medycznego (UCK WUM) rozpoczęło swoją działalność na podstawie Uchwały Nr 58/2018 Senatu Warszawskiego Uniwersytetu Medycznego z dnia 21 maja 2018 r. w sprawie wyrażenia opinii w przedmiocie połączenia się samodzielnych publicznych zakładów opieki zdrowotnej oraz Zarządzenia Nr 49/2018 Rektora Warszawskiego Uniwersytetu Medycznego z dnia 24 maja 2018 r. w sprawie połączenia się samodzielnych publicznych zakładów opieki zdrowotnej, stanowiących razem akt o połączeniu.

## Cel konsolidacji
Połączenie szpitali miało na celu efektywniejsze zarządzanie długiem oraz poprawę wykorzystania zasobów sprzętowych i ludzkich. Wszystkie trzy szpitale przed połączeniem notowały łącznie ponad 800 mln zł długu z potencjałem do generowania rocznie kolejnych 80 mln zł. Plan restrukturyzacji szpitali przewiduje również efektywniejsze wykorzystanie laboratoriów medycznych, aptek oraz niemedycznych jednostek organizacyjnych, jak kuchnie, lądowiska dla helikopterów, administracja i działy techniczno-logistyczne.

## Struktura organizacyjna
Szpitale działające w ramach UCK WUM zachowują autonomię jako filie UCK WUM. Dotychczasowi dyrektorzy szpitali zostali dyrektorami lokalizacji. Dyrektorem UCK WUM rektor WUM, prof. Mirosław Wielgoś mianował Roberta Krawczyka, dotychczasowego dyrektora SPDSK im. Józefa Polikarpa Brudzińskiego. Dotychczasowe szpitale kontynuują swoją działalność pod dotychczasowymi adresami, tj.:
1. Centralny Szpital Kliniczny, przy ul. Banacha 1a, 02 – 097 Warszawa
2. Przychodnia Specjalistyczna Banacha, przy ul. Banacha 1a, 02 – 097 Warszawa
3. Dziecięcy Szpital Kliniczny im. Józefa Polikarpa Brudzińskiego w Warszawie, przy ul. Żwirki i Wigury 63A, 02 – 091 Warszawa
4. Przychodnia Specjalistyczna dla Dzieci, przy ul. Żwirki i Wigury 63A, 02 – 091 Warszawa
5. Szpital Kliniczny Dzieciątka Jezus, przy ul. W. H. Lindleya 4, 02 – 005 Warszawa
6. Przychodnia Specjalistyczna Lindleya, przy ul. W. H. Lindleya 4, 02 – 005 Warszawa.

## Protesty
Decyzja o połączeniu trzech szpitali klinicznych należących do WUM została oprotestowana przez organizacje związkowe działające w Szpitalu Klinicznym Dzieciątka Jezus. 4 grudnia 2018 roku miała miejsce manifestacja personelu medycznego przeciwko łączeniu szpitali. Zdaniem działaczy związków zawodowych jest to szpital w najlepszej kondycji finansowej spośród konsolidowanej trójki. Od 2012 realizował program restrukturyzacji przygotowany we współpracy z profesjonalnymi firmami doradczymi.